# ケレビジョシュア
ケレビ ジョシュア（KEREVI Josua、1992年6月18日 - ）は、ジャパンラグビーリーグワン豊田自動織機シャトルズ愛知に所属するラグビー選手。旧表記「ジョシュア・ケレビ」。

## プロフィール
- フィジー・ラウトカ出身[1]。
- ポジションはフルバック(FB)。
- 身長 190 cm、体重 98 kg
- U20フィジー代表に選ばれたことがある[2]。
- 弟のサム(現・サントリー)とジョネ(現・天理大学)は共にラグビー選手で、従兄弟に元オーストラリア代表のラディキ・サモ[3]。

## 略歴
12歳からラグビーを始めた。
2013年、天理大学に入る。
2017年、天理大学卒業後、秋田ノーザンブレッツラグビーフットボールクラブに加入。同年9月9日にトップイーストリーグの清水建設ブルーシャークス戦に先発出場で公式戦初出場を果たす。
2020年、豊田自動織機シャトルズ(現・豊田自動織機シャトルズ愛知)に加入。
2024年、パリ2024五輪の7人制ラグビー日本代表内定選手に選ばれた。